# Пенінсула (Огайо)
Пенінсула (англ. Peninsula) — селище (англ. village) в США, в окрузі Самміт штату Огайо. Населення — 536 осіб (2020).

## Географія
Пенінсула розташована за координатами 41°14′2″ пн. ш. 81°33′12″ зх. д. / 41.23389° пн. ш. 81.55333° зх. д. (41.233896, -81.553218).  За даними Бюро перепису населення США в 2010 році селище мало площу 12,12 км², з яких 12,10 км² — суходіл та 0,03 км² — водойми.

## Демографія
Згідно з переписом 2010 року, у селищі мешкало 565 осіб у 237 домогосподарствах у складі 164 родин. Густота населення становила 47 осіб/км².  Було 261 помешкання (22/км²).
Расовий склад населення:
| - 98,4 % — білих - 0,4 % — чорних або афроамериканців - 0,4 % — азіатів |

До двох чи більше рас належало 0,9 %. Частка іспаномовних становила 0,4 % від усіх жителів.
За віковим діапазоном населення розподілялося таким чином: 20,5 % — особи молодші 18 років, 66,0 % — особи у віці 18—64 років, 13,5 % — особи у віці 65 років та старші. Медіана віку мешканця становила 47,3 року. На 100 осіб жіночої статі у селищі припадало 97,6 чоловіків;  на 100 жінок у віці від 18 років та старших — 90,3 чоловіків також старших 18 років.
Середній дохід на одне домашнє господарство  становив 103 956 доларів США (медіана — 93 194), а середній дохід на одну сім'ю — 110 898 доларів (медіана — 100 000). Медіана доходів становила 61 875 доларів для чоловіків та 54 000 доларів для жінок. За межею бідності перебувало 2,6 % осіб, у тому числі 5,5 % дітей у віці до 18 років та 0,0 % осіб у віці 65 років та старших.
Цивільне працевлаштоване населення становило 330 осіб. Основні галузі зайнятості: освіта, охорона здоров'я та соціальна допомога — 20,9 %, виробництво — 19,1 %, науковці, спеціалісти, менеджери — 14,2 %, фінанси, страхування та нерухомість — 11,8 %.